# Ellie Greenwich
Eleanor Louise 'Ellie' Greenwich (Brooklyn, 23 oktober 1940 - New York, 26 augustus 2009) was een Amerikaanse zangeres, songwriter en muziekproducent.

## Jeugd
Greenwich verhuisde met haar ouders op 10-jarige leeftijd van Brooklyn naar Levittown en leerde accordeon en piano spelen. Ze bezocht vervolgens het Queens College en later de Hofstra-universiteit. Ze publiceerde op 17-jarige leeftijd bij RCA Records haar eerste, zelf gecomponeerde single. In 1959 ontmoette ze haar latere echtgenoot Jeff Barry. Deze was tot dit tijdpunt al getrouwd, maar liet dit huwelijk later ontbinden.

## Carrière
In 1962 werd ze als songwriter door de succesauteurs Jerry Leiber & Mike Stoller gecontracteerd. In hetzelfde jaar trouwde ze met Jeff Barry. Samen met Phil Spector schreven ze Be My Baby en Baby, I Love You voor The Ronettes en Then He Kissed Me en Da Doo Ron Ron voor The Crystals. Beiden namen onder de naam The Raindrops een album en enkele singles op, waaronder ook hun compositie Hanky Panky, die in 1966 een hit werd voor Tommy James & the Shondells.
Do Wah Diddy Diddy werd een nummer 1-hit in de Billboard Hot 100 voor Manfred Mann. In 1964 wisselde het echtpaar naar Red Bird Records. De eerste single van het label was Chapel of Love van The Dixie Cups, die opnieuw de toppositie van de hitlijst innam. In dit jaar konden zich 17 van de door hen gecomponeerde titels in de Billboard Hot 100 plaatsen. In oktober 1965 lieten Greenwich en Barry zich scheiden, maar desondanks produceerden ze voortaan de door Greenwich ontdekte zanger en songwriter Neil Diamond. River Deep, Mountain High, een hit voor Ike & Tina Turner, was de laatste samenwerking met Phil Spector. In 1967 richtte Greenwich een label op, waarbij onder andere Dusty Springfield haar platen uitbracht. Daarnaast werkte ze ook als achtergrondzangeres voor Bobby Darin en Frank Sinatra.
Onder de titel Leader of the Pack werd in 1985 in Broadway een musical geproduceerd over haar leven, die tot 120 voorstellingen kwam en werd genomineerd voor zowel een Tony Award als een Grammy Award. In 1991 werden Greenwich en Barry opgenomen in de Songwriters Hall of Fame. In totaal kreeg ze 25 gouden en platina platen. Rolling Stone plaatste Greenwich en Barry in 2015 op de 19e plaats van de 100 beste songwriters aller tijden.

## Overlijden
Greenwich overleed in 2009 op 68-jarige leeftijd aan de gevolgen van een hartinfarct, veroorzaakt door een longontsteking.
- Biblioteca Nacional de España: XX1571637
- Bibliothèque nationale de France: cb148234261 (data)
- Digitale Bibliotheek voor de Nederlandse Letteren: gree047
- Gemeinsame Normdatei: 134390407
- International Standard Name Identifier: 0000 0001 1669 3946
- Library of Congress Control Number: n88600040
- MusicBrainz: 4c857e19-d9bb-460e-b3ec-2d1ea24c3247
- Nationale Bibliotheek van Tsjechië: xx0126947
- Nationale Bibliotheek van Israël: 987007315282905171
- Nationale Bibliotheek van Polen: a0000002674117
- Virtual International Authority File: 71659605
- WorldCat: E39PBJxhqWFGD4YrcJWRvgWv73